# Туинов, Евгений Вячеславович
Евгений Вячеславович Туинов (род. 26 января 1954, Пенза) — прозаик; член Союза писателей СССР (России) с 1986 года. Депутат Государственной думы I созыва от фракции ЛДПР с 1993 по 1995 год.

## Биография
Отец — учитель русского языка и литературы в школе. Мать — инженер-электрик.
С детства увлекался литературой, окончил школу комсомольского корреспондента и детскую художественную школу в городе Орле, был членом ЛИТО и кинорежиссёром-любителем.
В 1976 году окончил кинооператорский факультет Всесоюзного государственного института кинематографии (мастерская профессора А. В. Гальперина) по специальности «кинооператор». Работал кинооператором киностудии «Леннаучфильм» (1976—1981), затем редактором издательства «Детская литература» (1981—1986), издательства «Советский писатель» (1986—1987).
В 1989 году окончил Высшие литературные курсы литературного института им. А.М. Горького, после чего продолжил редакторскую деятельность: заместитель главного редактора журнала «Ленинградская панорама» (1989—1990), главный редактор кинофирмы «Бармалей» (ассоциация «Ленфильм»; 1990—1991). В 1991—1992 годах — ответственный секретарь Ленинградской областной писательской организации.
С 1992 года — соучредитель и научный консультант журнала «Дамы и господа», с 1993 года заведовал отделом юридической информации «Юридической газеты».
С декабря 1993 года депутат Государственной Думы первого созыва (избран по общефедеральному округу ЛДПР): входил во фракцию ЛДПР, состоял членом Комитета Государственной Думы по геополитике, Комитета по образованию, культуре и науке (до 17 февраля 1994).
В 1995 году баллотировался в Государственную Думу второго созыва; избран не был.
C 1994 г. — секретарь Союза писателей России.
В 2010-е годы — бизнесом.

## Творчество
Первые рассказ «Петина жизнь» был опубликован в 1974 году в областной газете «Орловская правда». Художественные произведения публиковал в журналах «Искорка», «Семья и школа», «Костёр», «Звезда», «Звезда Востока». Как публицист печатался в газетах «Московский литератор», «Завтра», «Россиянин», в журналах «Костёр», «Ленинградская панорама», «Аврора», «Детская литература».
Своими наставниками Е. Туинов считал кинорежиссёра А. А. Тарковского, литературного критика и литературоведа Ю. И. Селезнёва, писателя В. С. Пикуля.
В начале творчества придерживался традиций реалистического письма; в дальнейшем детали бытовой жизни изображаемых им персонажей стали обогащаться внутренней символикой.
Роман «Человек бегущий» (1987) вызвал не только читательский интерес, но и критику либерального лагеря; спор нередко переходил в политическую плоскость. Критика говорила о «парадоксальной символичности» зрелых произведений Туинова («Человек бегущий», «Вертеп»). Е. Туинов выделяется острой проблематичностью своего взгляда не только на обстоятельства общественной жизни, но и на психологию нашего современника, что особенно видно при чтении его полемических заметок о работе в Государственной думе — «Злая книга. Думские дни» (1995, 2004), где проявился талант автора как политического публициста и социального сатирика. С этим произведением перекликается снятый Е. Туиновым документальный фильм «Дума», не вышедший на большой экран.
Роман «Человек бегущий» переведён на чешский язык.

### Избранные сочинения
Источник — Электронные каталоги РНБ
- Туинов Е. В. Берег Орлика : Рассказы : [Для сред. и ст. шк. возраста]. — Тула: Приок. кн. изд-во, 1986. — 148 с. — (Содерж.: Созвездие Большого Жирафа; Шведов; Сыч; Хазов; Ира; Леха; Берег Орлика). — 15 000 экз.
- Туинов Е. В. Горячо, горячо… холодно… : Повести и рассказы : [Для сред. и ст. шк. возраста]. — Л.: Дет. лит., 1985. — 144 с. — (Содерж.: Повести: Созвездие Большого Жирафа; Горячо, горячо… холодно…; Рассказы: Шведов; Сыч; Хазов). — 100 000 экз.
- Туинов Е. В. Какого цвета счастье? : Рассказы. — М.: Мол. гвардия, 1985. — 96 с. — (Библиотека журнала ЦК ВЛКСМ «Молодая гвардия» ; № 1 (160). Содерж.: Бабочка над полем; Хазов; Какого цвета счастье?; Леха; Шведов). — 75 000 экз.
- Туинов Е. В. Объяснение в дружбе : Повести. — Л.: Сов. писатель, 1985. — 271 с. — (Содерж.: Объяснение в дружбе; Азиатка; Уходящие объекты; Трус). — 30 000 экз.
- Туинов Е. В. Спасти и сохранить : Роман. — Л.: Лениздат, 1986. — 350 с. — 65 000 экз.
- Туинов Е. В. Фильм : Повесть. — М.: Современник, 1987. — 254 с. — (Новинки «Современника»). — 30 000 экз.
- Туинов Е. В. Человек бегущий : Роман. — М.: Мол. гвардия, 1989. — 364 с. — 100 000 экз. — ISBN 5-235-00660-7.
  - . — М.: Дет. лит., 1999. — 452 с. — (Опасный возраст). — 5000 экз. — ISBN 5-08-003860-8.

Драматургия
- Туинов Е. В. Вертеп : (Четыре застолья) : Трагический фарс застольного времени : [Пьеса]. — Л.: Журн. «Ленингр. панорама» : ЛКК «Редактор», 1989. — 82 с. — 5000 экз.

Публицистика
- Туинов Е. В. Злая книга : дум. дни. — М.: Парад, 2004. — 283 с. — (На грани фола; Экспресс библиотека). — 1000 экз. — ISBN 5-7739-0012-2.

## Награды и признание
- премия журнала «Литературная учёба» (1984)
- премия Ленинского комсомола (1989) — за повесть «Фильм»[1].